# Lijst van beschermd erfgoed in Aywaille
Onderstaande tabel geeft een overzicht van de beschermde erfgoederen in de gemeente Aywaille. Het beschermd erfgoed maakt deel uit van het cultureel erfgoed in België.
| Object | Bouwjaar/architect | Deelgemeente | Adres                  | Coördinaten                   | Nummer?                | Afbeelding |
| --- | ------------------ | ------------ | ---------------------- | ----------------------------- | ---------------------- | --- |
| Oude groeve van Chambralles |                    |              |                        | 50° 28' 36" NB, 5° 38' 9" OL  | 62009-CLT-0002-01 Info | Oude groeve van Chambralles |
| Site van de kerk Saints-Anges en de omgeving waaronder de oude begraafplaats en het plein voor de kerk, de lindebomen, de beuk en de pomp                           |                    |              | Dieupart-sous-Aywaille | 50° 28' 34" NB, 5° 41' 19" OL | 62009-CLT-0003-01 Info | Site van de kerk Saints-Anges en de omgeving waaronder de oude begraafplaats en het plein voor de kerk, de lindebomen, de beuk en de pomp                           |
| Kapel Sainte-Anne van Pouhon |                    |              |                        | 50° 25' 13" NB, 5° 39' 57" OL | 62009-CLT-0004-01 Info | Kapel Sainte-Anne van Pouhon |
| Kerk Saints-Anges |                    |              | Dieupart-sous-Aywaille | 50° 28' 31" NB, 5° 41' 16" OL | 62009-CLT-0005-01 Info | Kerk Saints-Anges |
| Kasteel van Harzé en het ensemble van het kasteel, de esplanade, de binnenplaats, de bijgebouwen en het park met oude begraafplaats rond de plaats van de oude kerk |                    |              |                        | 50° 26' 29" NB, 5° 39' 59" OL | 62009-CLT-0006-01 Info | Kasteel van Harzé en het ensemble van het kasteel, de esplanade, de binnenplaats, de bijgebouwen en het park met oude begraafplaats rond de plaats van de oude kerk |
| Toren uit de 14e eeuw van de kerk Notre-Dame en Saint-Martin |                    |              | Sougné-Remouchamps     | 50° 28' 57" NB, 5° 42' 21" OL | 62009-CLT-0008-01 Info | Toren uit de 14e eeuw van de kerk Notre-Dame en Saint-Martin |
| Vallei van Ninglinspo |                    |              | Sougné-Remouchamps     | 50° 28' 6" NB, 5° 44' 39" OL  | 62009-CLT-0009-01 Info | Vallei van Ninglinspo |
| Ensemble van de Fonds de Quarreux |                    |              | Sougné-Remouchamps     | 50° 27' 5" NB, 5° 44' 24" OL  | 62009-CLT-0010-01 Info | Ensemble van de Fonds de Quarreux |
| Terreinen van de Fonds de Quarreux |                    |              | Aywaille               | 50° 25' 50" NB, 5° 43' 40" OL | 62009-CLT-0011-01 Info | Terreinen van de Fonds de Quarreux |
| Huis |                    |              | Deigné                 | 50° 30' 28" NB, 5° 43' 49" OL | 62009-CLT-0013-01 Info | |
| Huis: gevels en daken |                    |              | rue Lambier n°1        | 50° 28' 57" NB, 5° 42' 12" OL | 62009-CLT-0014-01 Info | |
| Dreef van rode beuken |                    |              | Dieupart               | 50° 28' 35" NB, 5° 41' 21" OL | 62009-CLT-0016-01 Info | |
| Dorp van Awan |                    |              |                        | 50° 27' 33" NB, 5° 38' 41" OL | 62009-CLT-0017-01 Info | Dorp van Awan |
| Ensemble van de kapel Sainte-Anne du Pouhon en diens omgeving |                    |              | Harzé                  | 50° 25' 9" NB, 5° 39' 48" OL  | 62009-CLT-0018-01 Info | Ensemble van de kapel Sainte-Anne du Pouhon en diens omgeving |
| Kasteel: gevels en daken |                    |              | route de Remouchamps   | 50° 28' 41" NB, 5° 41' 22" OL | 62009-CLT-0019-01 Info | Kasteel: gevels en daken |
| Lindebomen op het place de Deigne |                    |              |                        | 50° 30' 24" NB, 5° 43' 46" OL | 62009-CLT-0021-01 Info | Lindebomen op het place de Deigne |
| Huis: gevels en daken |                    |              | bij n°14, Deigné       | 50° 30' 29" NB, 5° 43' 49" OL | 62009-CLT-0022-01 Info | |
| Site van de Grotten van Remouchamps en omgeving |                    |              |                        | 50° 28' 48" NB, 5° 42' 42" OL | 62009-CLT-0023-01 Info | Site van de Grotten van Remouchamps en omgeving |
| Grotten van Remouchamps en Chantoir de Sécheval |                    |              |                        | 50° 29' 9" NB, 5° 43' 10" OL  | 62009-CLT-0024-01 Info | |
| Chantoir de Sécheval |                    |              | Sougné-Remouchamps     | 50° 29' 22" NB, 5° 43' 7" OL  | 62009-CLT-0025-01 Info | Chantoir de Sécheval |
| Ensemble van "Heid des Gattes" |                    |              |                        | 50° 28' 48" NB, 5° 41' 31" OL | 62009-CLT-0030-01 Info | Ensemble van "Heid des Gattes" |
| Ensemble van de ruïnes van het kasteel van Amblève en zijn directe omgeving                                                                                         |                    |              |                        | 50° 28' 48" NB, 5° 38' 43" OL | 62009-CLT-0031-01 Info | Ensemble van de ruïnes van het kasteel van Amblève en zijn directe omgeving                                                                                         |
| Vallei van Ninglinspo |                    |              | Sougné-Remouchamps     | 50° 28' 6" NB, 5° 44' 39" OL  | 62009-PEX-0001-01 Info | Vallei van Ninglinspo |
| Ensemble van de Fonds de Quarreux |                    |              | Sougné-Remouchamps     | 50° 27' 5" NB, 5° 44' 24" OL  | 62009-PEX-0002-01 Info | Ensemble van de Fonds de Quarreux |
| De terreinen die een uitbreiding vormen op de classificatie van de Fonds de Quarreux                                                                                |                    |              | Aywaille               | 50° 25' 50" NB, 5° 43' 40" OL | 62009-PEX-0003-01 Info | |
| Het ondergrondse gedeelte van de site van de grotten van Remouchamps (deel 1)                                                                                       |                    |              |                        | 50° 28' 48" NB, 5° 42' 42" OL | 62009-PEX-0004-01 Info | |
| Het ondergrondse gedeelte van de site van de grotten van Remouchamps (deel 2)                                                                                       |                    |              |                        | 50° 29' 9" NB, 5° 43' 10" OL  | 62009-PEX-0005-01 Info | |
| Ensemble van "Heid des Gattes" |                    |              |                        | 50° 28' 48" NB, 5° 41' 31" OL | 62009-PEX-0006-01 Info | |